# Tony Varjund
Tony Varjund (Tallinn, 21 juni 2007) is een Estisch voetballer die doorgaans speelt als aanvaller. Hij staat onder contract bij FC Flora Tallinn.

## Clubcarrière
Varjund begon met voetballen bij Harju JK Laagri en JK Kalev Tallinn, waarna hij in 2021 overstapte naar de jeugdopleiding van FC Flora Tallinn. Op 17 augustus 2022 debuteerde hij, op 15-jarige leeftijd, in het eerste elftal van Flora, in de Estische voetbalbeker tegen Tallinna JK Legion (6-0). Hij mocht in de 84e minuut invallen en scoorde in de 87e minuut zijn eerste doelpunt. In het seizoen 2023 kwam hij zeven keer in actie voor de club, waarbij hij één keer scoorde. Dat seizoen werd Flora kampioen. 
Het jaar erna, het seizoen 2024, volgde de echte doorbraak van Varjund. Hij speelde in de competitie 29 wedstrijden en scoorde acht keer. Daarnaast, door het kampioenschap van het voorgaande jaar, speelde hij ook mee in de kwalificatie voor de UEFA Champions League tegen NK Celje (0-5 en 1-2). Hij wist het enige doelpunt voor Flora te maken. Door het verlies tegen Celje speelde Flora ook kwalificatie voor de UEFA Europa League. Mede door een assist van Varjund werd SS Virtus uit San Marino verslagen, maar in de ronde erna werd Flora uitgeschakeld door Víkingur Reykjavík.

### FC Utrecht
Na afloop van het Estische voetbalseizoen werd Varjund verhuurd aan FC Utrecht, waar hij aansloot bij de selectie van Jong FC Utrecht in de Eerste divisie. De club uit Utrecht bedong een optie tot koop. Varjund debuteerde op 9 februari 2025, tegen Telstar (0-6). Hij kwam in de 82e minuut in de ploeg voor Georgios Charalampoglou. De optie tot koop werd niet gelicht. 

## Interlandcarrière
Varjund speelde interlands voor verschillende jeugdelftallen van Estland.

## Statistieken
| Seizoen | Club              | Competitie     | Competitie | Competitie | Beker | Beker | Overig | Overig | Totaal | Totaal |
| Seizoen | Club              | Competitie     | Wed.       | Dlp.       | Wed.  | Dlp.  | Wed.   | Dlp.   | Wed.   | Dlp.   |
| ------- | ----------------- | -------------- | ---------- | ---------- | ----- | ----- | ------ | ------ | ------ | ------ |
| 2022    | FC Flora Tallinn  | Meistriliiga   | 2          | 0          | 2     | 1     | 0      | 0      | 4      | 1      |
| 2023    | FC Flora Tallinn  | Meistriliiga   | 7          | 1          | 3     | 1     | 0      | 0      | 10     | 2      |
| 2024    | FC Flora Tallinn  | Meistriliiga   | 29         | 8          | 1     | 0     | 5      | 1      | 35     | 9      |
| 2024/25 | → Jong FC Utrecht | Eerste divisie | 5          | 0          | 0     | 0     | 0      | 0      | 5      | 0      |
| Totaal  | Totaal            | Totaal         | 43         | 9          | 6     | 2     | 5      | 1      | 54     | 12     |

Bijgewerkt op 16 juni 2025.

## Erelijst
FC Flora Tallinn
- Meistriliiga: 2x (2022, 2023)
- Superkarikas: 1x (2024)